# Cecília de França

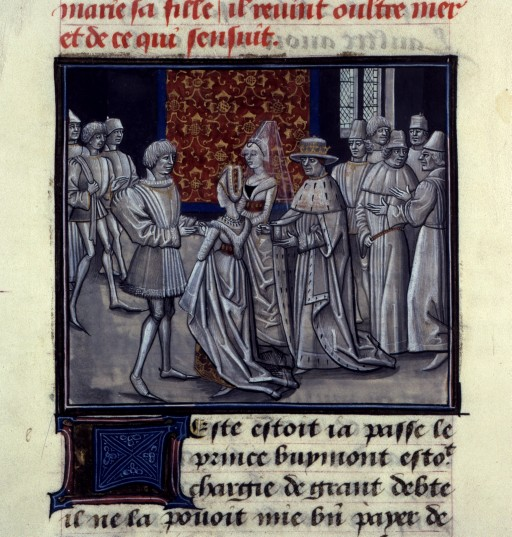
Casamento das filhas de Filipe I de França (iluminura da Historia de Guilherme de Tiro e continuação, século XV, Biblioteca Nacional de França)

Cecília de França (1097 — depois de 1145) era filha do rei Filipe I de França, do seu matrimónio com Bertranda de Monforte. Foi esposa dos soberanos cruzados Tancredo da Galileia e Pôncio de Trípoli.

## Biografia
O seu primeiro casamento foi combinado quando Boemundo I de Antioquia visitou a corte francesa procurando apoios para o seu principado. Cecília viajou por mar até Antioquia no final de 1106 e casou-se no mesmo ano com Tancredo da Galileia, na época regente do Principado de Antioquia e do Condado de Edessa.
Ao morrer sem descendência em 1112, Tancredo fez Pôncio de Trípoli, filho de Bertrando de Toulouse, prometer que se casaria com a sua viúva, oferecendo como dote as fortalezas de Arcicanum e Rugia. Este segundo matrimónio ocorreu em 1115 e deste nasceram:
- Raimundo II de Trípoli (1116 — 1152)
- Filipe (1126 — 1142)
- Inês (m. antes de Março de 1183), casada com Reinaldo II, senhor de Marqab

Em 1126 tornou-se Senhora de Tarso e Mamistra (antiga Mopsuéstia, próximo a Adana), na Arménia Cilícia. Em 1133 Pôncio foi cercado no seu castelo de Montferrand por Zengui, atabei de Mossul, e Cecília apelou ao seu meio-irmão materno Fulque, rei de Jerusalém, para o ajudar. Zengui abandonou o cerco mas, durante um segundo cerco em 1137, Pôncio foi aprisionado e morto, sendo sucedido no Condado de Trípoli pelo filho Raimundo.